# Antonio Berdayes Núñez
Antonio Berdayes Núñez (provincia de Matanzas, 20 de junio de 1891 - provincia de Matanzas, 5 de noviembre de 1957) fue un guerrillero y líder obrero cubano que participó en la Revolución cubana
Era hijo del español Antonio Berdayes y de la cubana Antonia Núñez.

## Revolución
A los 20 años empezó a trabajar junto a su padre en el Central Mercedes en el municipio de Manguito por 20 años y posteriormente como henequenero en la Compañía de Jarcia de Limonar, donde realizó sus luchas obreras.
Fue secretario general de la Sección Sindical Obreros del Henequén de Limonar, que contaba con más de 200 miembros.
Encabezó las demandas por mejoras salariales y de condiciones de trabajo mediante huelgas, logrando un aumento salarial del 50 %, el transporte obrero y la creación de un escalafón laboral. 
Al desembarco del yate Granma y llevarse a cabo el alzamiento del Movimiento 26 de Julio en Matanzas, entró en contacto con Antonio Huan, siendo  designado responsable de acción y sabotaje en el municipio de Guamacaro.
Fue detenido luego del Asalto al Cuartel Goicuría el 29 de abril de 1956, pero ya libre, se traslada a la Sierra Maestra para unirse a las filas del Ejército Rebelde. Luego de encontrarse con Antonio Huan, éste le hizo ver la importancia que las acciones de sabotaje significaban para el movimiento, por lo que regresa a la comunidad, pero al fracasar la huelga del 5 de agosto de 1957 se traslada a La Habana. 
A las 2 de la tarde del 4 de noviembre de 1957 fue detenido en La Habana, luego de recibir un golpe en la cabeza. Fue trasladado a la ciudad de Matanzas. Fue recluida en una celda repleta de compañeros del movimiento, entre los que se encontraba Basilio Rodríguez. Durante los interrogatorios, fue torturado.
Ya muerto, su cuerpo fue decapitado, trasladando su cadáver al crucero de Sumidero, ubicado entre Limonar y Coliseo, donde lo ataron a un poste eléctrico que posteriormente es dinamitado, quedando su cuerpo totalmente destrozado.
En el lugar donde se encontró su cuerpo se erigió un obelisco.
Actualmente, existen diversas escuelas, instituciones y Comités de Defensa de la Revolución que llevan su nombre.